# Nikolaus Szécsen
Nikolaus (Miklós) hrabě Szécsen (německy Nikolaus Anton Franz Graf Szécsen von Temerin / maďarsky Miklós Antal Ferenc gróf Szécsen de Temerin; 26. listopadu 1857 Temerin, dnes Srbsko – 18. května 1926 Gyöngyösszentkereszt, Maďarsko) byl rakousko-uherský diplomat. Od roku 1880 působil v diplomatických službách, později byl rakousko-uherským velvyslancem ve Vatikánu (1901–1911) a Francii (1911–1914). Své veřejné působení zakončil před zánikem monarchie jako nejvyšší maršálek Uherského království (1916–1918). Byl rytířem Řádu zlatého rouna.

## Životopis

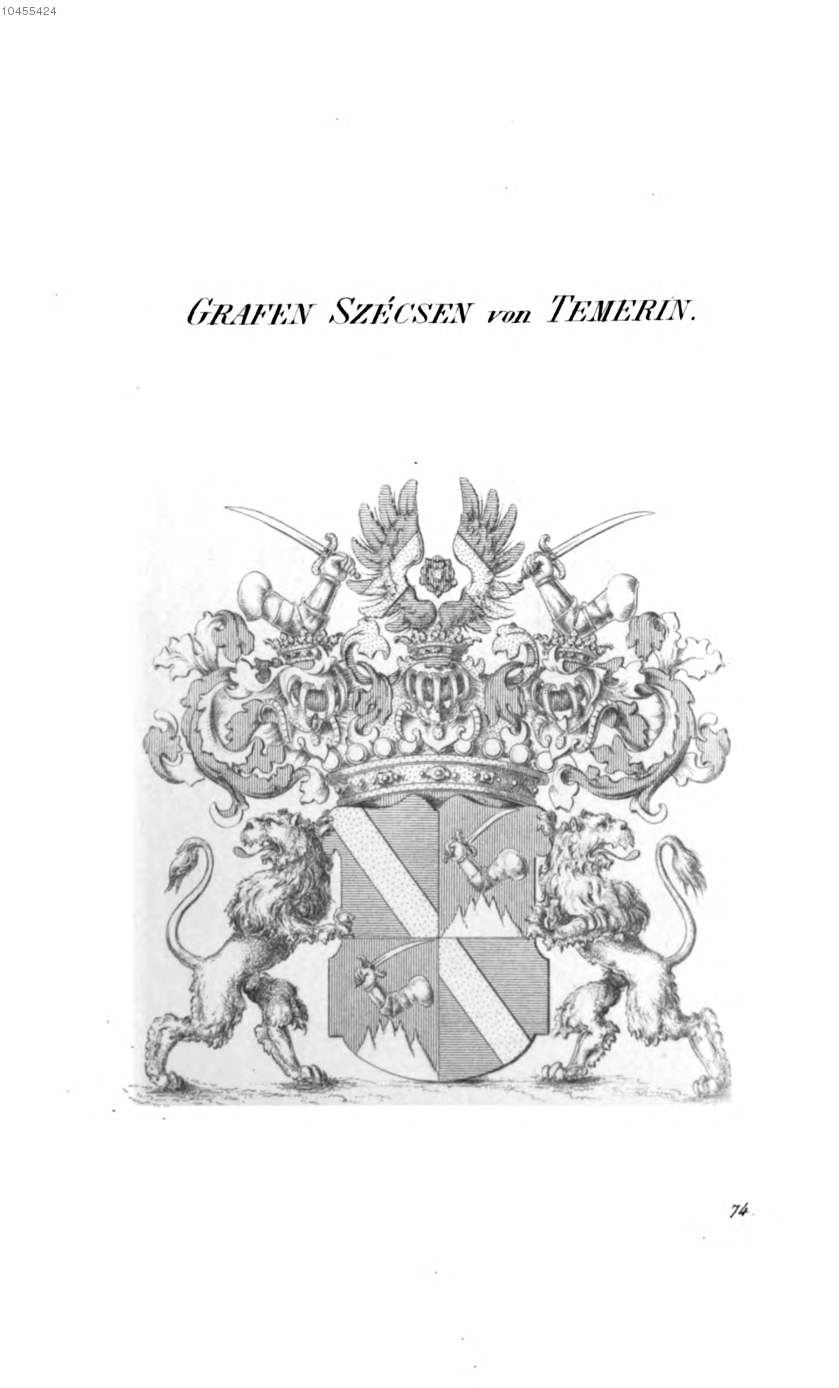
Erb rodu Szécsenů

Pocházel z uherské šlechtické rodiny chorvatského původu (hraběcí titul 1798), byl jediným synem uherského politika a nejvyššího dvorského maršálka hraběte Antala Szécsena (1819–1896), po matce Ernestině byl potomkem rodu Lambergů. Studoval práva a v roce 1880 vstoupil do služeb ministerstva zahraničí. Na nižších diplomatických postech působil v Bělehradě, Istanbulu, Římě, Paříži, Bukurešti a Drážďanech. Od roku 1895 působil ve Vídni na ministerstvu zahraničí, kde byl v letech 1900–1901 prvním sekčním šéfem. V letech 1901–1911 byl rakousko-uherským velvyslancem ve Vatikánu a nakonec velvyslancem ve Francii (1911–1914), kde jeho mise skončila v srpnu 1914 přerušním diplomatických styků na začátku první světové války. Po návratu do Vídně ještě působil na ministerstvu zahraničí, ale v roce 1916 požádal o uvolnění do penze. V roce 1916 byl jmenován členem uherské Sněmovny magnátů a v letech 1916–1918 zastával funkci nejvyššího maršálka Uherského království.

## Tituly a ocenění
V roce 1887 byl jmenován c. k. komořím a jako sekční šéf na ministerstvu zahraničí v roce 1898 obdržel titul c. k. tajného rady s nárokem na oslovení Excelence. Během působení v diplomacii a později ve vysoké funkci u dvora získal řadu ocenění v Rakousku-Uhersku i v zahraničí. Nejvyššího ocenění dosáhl v roce 1908 jako rytíř Řádu zlatého rouna.

### Rakousko-Uhersko
- Řád zlatého rouna (1908)
- velkokříž Leopoldova řádu s brilianty (1906)
- Řád železné koruny I. třídy (1900)

### Zahraničí
- rytíř Řádu čestné legie (Francie)
- Řád sv. Stanislava I. třídy (Rusko)
- Řád svaté Anny II. třídy (Rusko)
- Řád pruské koruny I. třídy (Německo)
- Řád červené orlice III. třídy (Německo)
- velkokříž Řádu Pia IX. (Papežský stát)
- komandér Řádu sv. Mořice a Lazara (Itálie)
- velkokříž Fridrichova řádu (Württembersko)
- Řád dvojitého draka I. třídy (Čína)
- Řád siamské koruny (Siam)
- Řád Takova I. třídy (Srbsko)
- komandér Řádu rumunské koruny (Rumunsko)
- Řád sv. Michaela I. třídy (Bavorsko)
- rytíř Řádu Albrechtova (Sasko)
- Řád Osmanie IV. třídy (Osmanská říše)

## Rodina
V roce 1896 se oženil s hraběnkou Johannou Mikesovou de Zabola (1. 4. 1866 Kluž – 28. 12. 1930 Vídeň), která se později stala c. k. palácovou dámou a dámou Řádu hvězdového kříže.. Z manželství se narodily tři děti, dvě dcery a syn.
- 1. Ernestina Johanna (5. 9. 1897 Szentlászló Baranya – 1. 11. 1984 Baden)
- 2. Miklós Antal (26. 11. 1899 Vídeň – 18. 3. 1945 Mór), manž. 1940 Alice Marie Esterházyová z Galanty (11. 2. 1910 Prešpurk – 18. 3. 1945 Mór), spolu s manželkou zavražděn ruskými vojáky[13]
- 3. Johanna (16. 3. 1902 Řím – 1. 1. 1987 Baden)